# Henlopen Acres
Henlopen Acres – miasto w Stanach Zjednoczonych, w stanie Delaware, w hrabstwie Sussex.